# فتى المقصورة

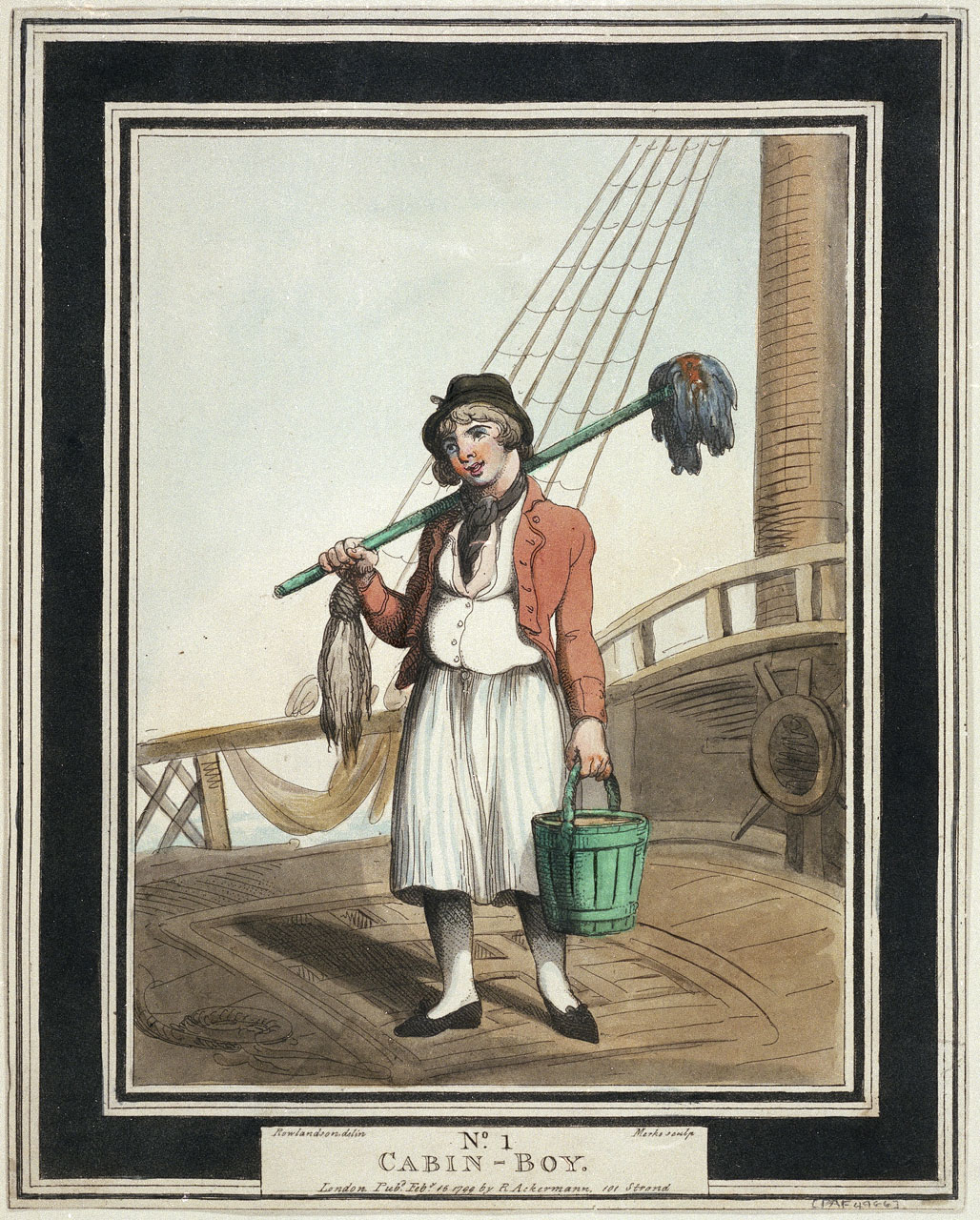
صورة لـThomas Rowlandson توضح فتى المقصورة (1799).

صبي المقصورة أو فتى السفينة هو فتى (بمعنى الموظف الشاب ذو الرتبة المتدنية، وليس دائمًا قاصرًا بالمعنى القانوني) الذي ينتظر ضباط وركاب السفينة، ويقوم بأداء المهمات للقبطان. ويُناظره في البحرية التجارية الحديثة «مساعد المضيف».